# إزالة القلوية من الماء

## ازالة القلوية من الماء
يشير تقوية الماء إلى إزالة أيونات القلوية من الماء. إزالة الكلوريد دورة أنيون تبادل الأيونات دورة كلوريد قلوية من الماء 
تعمل مركبات الكلوريد لدورة الكلوريد بشكل مشابه لملينات الماء الموجبة لدورة الصوديوم. مثل ملينات الماء ، تحتوي آلات التصفية على راتنجات التبادل الأيوني التي يتم تجديدها بمحلول ملحي مركز (محلول ملحي) - كلوريد الصوديوم. في حالة منقي الماء ، يقوم راتنج التبادل الموجب بتبادل الصوديوم (Na + أيون NaCl) لمعادن صلابة مثل الكالسيوم والمغنيسيوم
يحتوي مركب التكلر على راتنج تبادل أنيون أساسي قوي يتبادل الكلوريد (Cl- ion of NaCl) للكربونات (CO−3) ، بيكربونات (HCO−
3) وكبريتات (SO2−
4). عندما يمر الماء من خلال راتنج الأنيون ، يتم تبادل أيونات الكربونات والبيكربونات والكبريتات لأيونات الكلوريد
"يمكن تحقيق قدرات أعلى باستخدام النوع الثاني بدلاً من النوع الأول من راتنجات الأنيون القاعدي القوي. على الرغم من أن البيكربونات لا يتم الاحتفاظ بها بإحكام مثل الكلوريد على راتنجات SBA (الأنيون الأساسي القوي) في شكل هيدروكسيد ، عندما يكون الراتينج في الغالب في كلوريد شكل الرقم الهيدروجيني قد تم رفعه بإضافة قليل من مادة كاوية إلى محلول ملحي ، سيكون هناك تبادل مفضل لبيكربونات الكلوريد.هذا التبادل يعمل بشكل جيد فقط مع مياه قلوية عالية (40 ٪ إلى 80 ٪) ، مع قدرات يتم الحصول على 4 إلى 10 كجم / CF. وتتمثل مزايا التوفيق بين راتنج SBA في أنه يتم استخدام الملح منخفض التكلفة بدلاً من الحمض اللازم لـ SAC (الكاتيون الحمضي القوي) ويمكن استخدام خزانات الفولاذ غير المبطنة.[1]

## الهدف
غالبًا ما تستخدم ازالة القلوية  كمعالجة مسبقة للغلاية وعادة ما يسبقها منقي الماء. القلوية هي العامل الذي يملي في الغالب كمية انفجار المرجل. قلوية عالية تعزز رغوة المرجل وترحيلها وتتسبب في كميات عالية من انفجار المرجل. عندما تكون القلوية هي العامل المحدد الذي يؤثر على كمية النفخ ، سيزيد معامل القلويات من دورات التركيزات ويقلل من التفجير وتكاليف التشغيل 
إن تقليل النفخ بواسطة صفقة التقلقل يحافظ على كيماويات معالجة المياه في المرجل لفترة أطول ، وبالتالي تقليل كمية المواد الكيميائية المطلوبة للتشغيل الفعال وغير التآكل.
تتحلل قلويات الكربونات والبيكربونات بفعل الحرارة في ماء الغلاية وتطلق ثاني أكسيد الكربون في البخار. يتحد هذا الغاز مع البخار المكثف في معدات المعالجة وخطوط العودة لتشكيل حمض الكربونيك. هذا يقلل من قيمة الرقم الهيدروجيني لعودة المكثفات ويؤدي إلى هجوم تآكل على المعدات والأنابيب
بشكل عام ، من الأفضل تطبيق ازالة القلوية على الغلايات التي تعمل أقل من 700 رطل لكل بوصة مربعة (48 بار). من أجل تبرير تركيب جهاز التكلس على غلايات الضغط المنخفض ، يجب أن يكون محتوى القلوية أعلى من 50 جزءًا في المليون مع كمية ماء مكياج تتجاوز 1000 جالون (حوالي 4000 لتر) في اليوم. سيستفيد مكياج نظام التبريد أيضًا من انخفاض القلوية. ستؤدي إضافة موزع القلويات إلى نظام مياه التبريد إلى تقليل كمية الحمض المطلوبة لمعالجة نفس كمية الماء بشكل كبير

## طريقة بديلة
على الرغم من أنه نادرًا ما يتم استخدامه ، إلا أن منعم الموجبة لدورة الهيدروجين يقلل من القلوية المرتبطة بالصلابة.